# RK Zamet Rijeka
Maillots
Le RK Zamet Rijeka est un club de handball situé à Rijeka en Croatie et évoluant en Championnat de Croatie.

## Histoire
Le club, fondé en 1957, est connu pour avoir formé quatre champions olympiques : Valter Matošević, Alvaro Načinović, Valner Franković et Mirza Džomba.
Néanmoins, comme tous les clubs croates, le club subit la domination du RK Zagreb et n'a ainsi remporté aucun trophée, n'ayant pu faire mieux qu'atteindre la finale de la Coupe de Croatie à trois reprises. Le club a toutefois participé à plusieurs reprises en coupe d'Europe.

## Palmarès
- Coupe de Croatie
  - Finaliste : 2000, 2001, 2012

## Joueurs célèbres
- Edin Bašić
- Mirza Džomba
- Valner Franković
- Jakov Gojun
- Valter Matošević
- Alvaro Načinović
- Mateo Hrvatin
- Irfan Smajlagić
- Zlatko Saračević
- Renato Sulić

## Campagne européenne
| Compétition                | Manche             | Date Aller       | Club                    | Aller   | Total   | Retour  | Club                   | Date Retour       |
| -------------------------- | ------------------ | ---------------- | ----------------------- | ------- | ------- | ------- | ---------------------- | ----------------- |
| Coupe des Villes 1998-1999 | Seizième de finale | 3 octobre 1998   | HC Berchem              | 18-23   | 36 - 50 | 18 - 27 | RK Zamet Rijeka        | 10 octobre 1998   |
| Coupe des Villes 1998-1999 | Huitième de finale | 7 novembre 1998  | US Dunkerque            | 28 - 20 | 49 - 44 | 21 - 24 | RK Zamet Rijeka        | 14 novembre 1998  |
| Coupe des Villes 1999-2000 | Seizième de finale | 3 octobre 1999   | Pfadi Winterthur        | 29 - 23 | 59 - 49 | 30-26   | RK Zamet Rijeka        | 9 octobre 1998    |
| Coupe des coupes 2000-2001 | Troisième tour     | 11 novembre 2000 | HCE Tongeren            | 15 - 16 | 31-41   | 16-25   | RK Zamet Rijeka        | 12 novembre 2000  |
| Coupe des coupes 2000-2001 | Quatrième tour     | 11 novembre 2000 | RK Zamet Rijeka         | 20 - 21 | 41-53   | 21-32   | FC Porto               | 12 novembre 2000  |
| Coupe des coupes 2001-2002 | Troisième tour     | 9 novembre 2001  | RK Zamet Rijeka         | 31-34   | 63-55   | 32-21   | Université de Šiauliai | 11 novembre 2001  |
| Coupe des coupes 2001-2002 | Quatrième tour     | 8 décembre 2001  | RK Zamet Rijeka         | 23-24   | 37-48   | 14-24   | Montpellier HB         | 16 décembre 2001  |
| Coupe de l'EHF 2002-2003   | Deuxième tour      | 12 octobre 2002  | SKA Minsk               | 20-28   | 44-49   | 24-21   | RK Zamet Rijeka        | 13 octobre 2002   |
| Coupe de l'EHF 2002-2003   | Troisième tour     | 15 novembre 2002 | RK Zamet Rijeka         | 27-24   | 47-42   | 20-18   | Wealer Geleen          | 16 novembre 2002  |
| Coupe de l'EHF 2002-2003   | Quatrième tour     | 8 décembre 2002  | Dinamo Viktor Stavropol | 29-18   | 29-18   | 10-0    | RK Zamet Rijeka        | 14 décembre 2002  |
| Coupe de l'EHF 2012-2013   | Premier tour       | 8 septembre 2012 | HK ASA Město Lovosice   | 27-23   | 59-56   | 32-33   | RK Zamet Rijeka        | 15 septembre 2012 |

### Clubs rencontrés en Coupe d'Europe
- HCE Tongeren
- SKA Minsk
- US Dunkerque
- Montpellier Handball
- Université de Šiauliai
- HC Berchem
- Wealer Geleen
- FC Porto
- HK ASA Město Lovosice
- Dinamo Viktor Stavropol
- Pfadi Winterthur